# Philip Henze
Philip Henze (* 1993 in Bad Homburg v. d. H.) ist ein deutscher Kameramann und Mitglied der Deutschen Filmakademie.

## Leben und Karriere
Nach dem Schulabschluss begann Philip Henze im Kameradepartment von Kino-, TV- und Werbefilmproduktionen erste Erfahrungen zu sammeln. Während eines Praktikums in Berlin lernte Philip Henze den Regisseur Murad Abu Eisheh kennen. Gemeinsam drehten sie 2014 ihren ersten Kurzfilm „Where is Al-Rabee?“ in Jordanien.
Philip Henze studierte Bildgestaltung/Kamera an der Filmakademie Baden-Württemberg. Während dieser Zeit drehte er viele Filme. Den Durchbruch als Kameramann ebnete ihm 2021 der Kurzspielfilm Tala’vision. Das Drama um ein fußballbegeistertes junges Mädchen im syrischen Bürgerkrieg brachte Philip Henze den Michael-Ballhaus-Preis  für die beste Kameraarbeit bei den First Steps Awards 2020. Zudem wurde er mit dem Deutschen Kamerapreis ausgezeichnet.

## Filmografie
- 2016: Where is Al Rabee? (Kurzfilm)
- 2016: Fäzes (Experimenteller Kurzdokumentarfilm)
- 2017: Refugio (Kurzfilm)
- 2017: Kaugummiblase (Kurzfilm)
- 2018: Tahariri (Kurzfilm)
- 2019: Spirit of the Ball (Dokumentarfilm)
- 2019: Key Moment (Werbung)
- 2021: Tala’vision (Kurzfilm)
- 2022: A Calling from the Desert to the Sea (Kurzfilm)

## Auszeichnungen
- EnergaCAMERIMAGE 2021: Silberne Kaulquappe im Wettbewerb der Film- und Kunsthochschulen.
- Deutscher Kamerapreis 2021: Nachwuchspreis.
- First Steps 2020: Michael-Ballhaus-Preis